# Tour international de Blida
Le Tour international de Blida, est une course cycliste sur route masculine algérienne. Créé en 2013, il est disputé après le Tour d'Algérie. Cette course fait partie depuis sa création de l'UCI Africa Tour, en catégorie 2.2.

## Palmarès
| Année                       | Vainqueur              | Deuxième           | Troisième           |
| --------------------------- | ---------------------- | ------------------ | ------------------- |
| Tour de Blida               |                        |                    |                     |
| 2013                        | Hichem Chaabane        | Víctor de la Parte | Constantino Zaballa |
| Tour international de Blida |                        |                    |                     |
| 2014                        | Amanuel Gebrezgabihier | Azzedine Lagab     | Bereket Yemane      |
| 2015                        | Mekseb Debesay         | Adil Barbari       | Hichem Chaabane     |
| 2016                        | Luca Wackermann        | Joseph Areruya     | Essaïd Abelouache   |